# August Spies (Journalist)

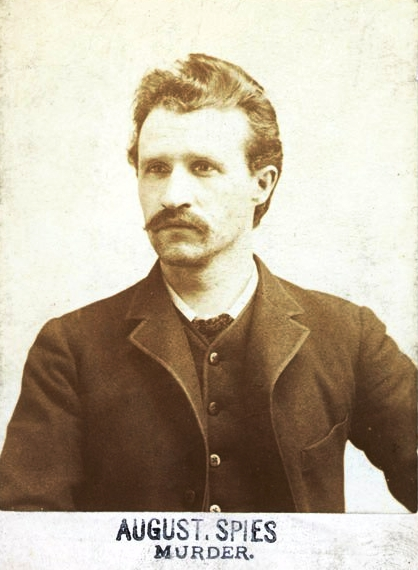
August Spies (1886)

August Vincent Theodor Spies (* 10. Dezember 1855 auf Burg Landeck (Rhön), Hessen; † 11. November 1887 in Chicago, Illinois) war ein deutschamerikanischer Chefredakteur und Herausgeber der anarchistischen Arbeiter-Zeitung und ein Sprecher der US-amerikanischen Arbeiterbewegung in Chicago.

## Biografie

### Kindheit und Jugend
Spies war der älteste Sohn eines Försters und dessen Ehefrau Christina. Anfangs bekam er Privatunterricht, später besuchte er das Polytechnikum in Kassel. Als August 17 Jahre alt war, starb sein Vater. Die finanzielle Situation der Familie verschlechterte sich dadurch dramatisch, sodass August in die Vereinigten Staaten auswanderte.

### Leben in den USA
1872 kam Spies in New York City, New York an und begann eine Lehre im Möbelbau. Ein Jahr später siedelte er um nach Chicago, Illinois, wo er bis auf kurze Unterbrechungen bis zu seinem Tod wohnte. Im Jahr 1876 machte er sich selbständig, kurze Zeit später kam seine Mutter mit den jüngeren Geschwistern in die USA. Spies nahm sie bei sich auf. Zu dieser Zeit begann er sich für die Arbeiterbewegung zu interessieren und trat 1877 der Sozialistischen Arbeiterpartei von Nordamerika bei. Als Reaktion auf den Great Railroad Strike, einen der größten Streiks des 19. Jahrhunderts, und seiner brutalen Niederschlagung trat Spies noch im selben Jahr in den Lehr- und Wehrverein, eine Organisation bewaffneter Arbeiter, ein.
1880 wurde er Herausgeber und Geschäftsführer der örtlichen Arbeiter-Zeitung und war 1884–1886 außerdem deren Chefredakteur. Unter dem Eindruck der Brutalität der Polizei bei Demonstrationen und Streiks, Wahlfälschungen und deren Legitimation durch korrupte Richter, wandte sich Spies mehr und mehr vom legalen Weg der Sozialdemokraten ab und entwickelte revolutionär-anarchistische Tendenzen. Er wurde Sprecher des sozialrevolutionären Flügels der US-amerikanischen Arbeiterbewegung. 2017 wurden Schriften von August Spies in der Neuen Galerie anlässlich der documenta 14 in Kassel ausgestellt.

### Verurteilung
Im November 1887 wurde er zusammen mit den Anarchisten George Engel, Albert Parsons und Adolph Fischer durch Erhängen hingerichtet, nachdem am 4. Mai 1886 auf einer Kundgebung für den 8-Stunden-Arbeitstag auf dem Haymarket eine Bombe explodiert war. Dies war einer der berühmtesten Justizmorde der USA.
1893 annullierte der Gouverneur von Illinois, John Peter Altgeld, das Urteil:

„Keiner der Angeklagten konnte mit dem Fall in Verbindung gebracht werden. Die Geschworenen waren parteiisch ausgewählt.“

John F. Kennedy urteilte später über Altgeld: „Ein leuchtendes Beispiel für Zivilcourage.“